# 50/50 (филм из 2011)
50/50 је америчка комедија и драма из 2011. године коју је режирао Џонатан Ливајн, написао Вил Рејзер, а улоге имају Џозеф Гордон-Левит, Сет Роген, Ана Кендрик, Брајс Далас Хауард и Анџелика Хјустон. Филм је инспирисан Рејзеровим искуством са раком. Објављен је 30. септембра 2011. године и зарадио је 41 милион америчких долара, а добио је позитивне критике, са посебним похвалама за Гордон-Левитову глуму и Рејзеров сценарио.

## Радња
Адам Лернер (Џозеф Гордон-Левит) је двадесетседмогодишњи радио журналист у Сијетлу који има девојку уметницу Рејчел (Брајс Далас Хауард) коју његов најбољи пријатељ и колега Кајл (Сет Роген) не одобрава. Док је Кајл дрзак и отворен, Адам је интроверт и умерен.
Након што је у леђима осетио оштре болове, Адаму се дијагностикује шваном неурофибросарком, малигни тумор у кичми, који се мора подвргнути хемотерапији. Он на интернету сазна да су шансе за преживљавање овог стања 50/50. Након што то открије, његова мајка, Дајен, која негује свог мужа Ричарда са Алцхајмеровом болести, нуди се да се брине за њега, али то Адам одбија, јер је Рејчел већ обећала да ће се бринути за њега.
За време једне од његових терапија, Адам среће Мича и Алана, два старија пацијента са канцером који се подвргавају хемотерапији и постају пријатељи. Рејчел се осећа непријатно током његових терапија и често касни када треба да га покупи. Такође му купује пензионисаног тркачког хрта Скелетора као кућног љубимца. Кроз Адамову борбу, Кајл покушава да одржи свој морал, помажући Адаму да обрије главу и отворено користи његову болест приликом завођења жена. Док је на састанку, Кајл види Рејчел са другим човеком у галерији и фотографише их, а потом је присили да призна своје неверство показујући ту фотографију Адаму који је оставља. Адам почиње да слуша Кајлове савете, користећи своју болест како би успешно покупио две жене у бару.
У међувремену, Адама лечи млади, неискусни терапеут, Кетрин Мекеј (Ана Кендрик), кандидат за докторак који ради клинички аспект своје тезе у болници. Адам јој се полако отвара. Након што га је одвезла кући након једне од хемотерапија, њих двоје развијају присност. Кетрин помаже Адаму да разуме ситуацију своје мајке и да чак и вољени осећају подједнако стрес као и пацијенти, што помаже Адаму да поправи однос између себе и своје мајке.

## Улоге
| Глумац             | Улога         |
| ------------------ | ------------- |
| Џозеф Гордон-Левит | Адам Лернер   |
| Сет Роген          | Кајл Хајронс  |
| Ана Кендрик        | Кетрин Мекеј  |
| Брајс Далас Хауард | Рејчел        |
| Анџелика Хјустон   | Дајен Лернер  |
| Ендру Ерлај        | Доктор Рос    |
| Мет Фруер          | Мич Барнет    |
| Филип Бејкер Хол   | Алан Ломбардо |

## Песме
Није објављен званичан саундтрек, ипак у филму се појављује неколико песама, као што су:
- "High and Dry" – Рејдиохед
- "The Other Side of Mt. Heart Attack" – Liars
- "Bricks or Coconuts" – Jacuzzi Boys
- "Simplicity" – Harmony & Balance
- "New Country" – The Walkmen
- "To Love Somebody" – Би Џиз
- "Work to Do" – The Aggrolites
- "Turn It Down" – Sideway Runners
- "Stay the Same" – autoKratz
- "Soul Connection" – The Diplomats of Solid Sound
- "Too Late for Dancing" – Shapes and Sizes
- "Days Gone Down (Still Got the Light in Your Eyes)" – Gerry Rafferty
- "Crying" – Рој Орбисон
- "Yellow Ledbetter" – Перл Џем